# Корецкий, Кароль
Князь Кароль Самуил (также Кароль, Ян Кароль) Корецкий (ок. 1588 — 7 ноября 1633) — западнорусский магнат, военный и государственный деятель Речи Посполитой, староста винницкий (с 1622) и каштелян волынский (1622/1623-1633).

## Биография
Представитель княжеского рода Корецких герба «Погоня». Второй сын князя Иоахима Корецкого (ум. 1612) и Анны Ходкевич (дочери маршалка великого литовского и каштеляна виленского Яна Иеронима Ходкевича и сестры гетмана великого литовского Яна-Кароля Ходкевича).
С 1604 года учился в Лейденском университете. В 1608 году записался добровольцем голландскую армию, был взят в плен шведами в море у Амстердама. Провел в плену в Швеции пять с половиной лет. В шведском плену отказался от православия и перешел в униатство. В 1613 году Кароль Корецкий был обменян на Карла Карлссона Юлленъельма и вернулся домой с подорванным здоровьем.
Не участвовал лично в военных кампаниях, в 1621 году в походе польской армии на Хотин выставил 8 конных хоругвей. В 1622 году получил должность старосты винницкого. В следующем году сейм передал ему функции комиссара для организации казаков на ожидаемую войну. В 1622/1623 году Кароль Корецкий получил от короля Сигизмунда III Вазы должность каштеляна волынского.
В июне 1622 года после смерти своего старшего брата Самуила Кароль возглавил княжеский род Корецких, вёл частные войны с Пшерембскими (захватил 300 голов скота, разделив трофеи между казаками), Потоцкими за имение Устье-Зелёное, также имел судебную тяжбу с родом Цецишовских. Во главе собственных надворных отрядов воевал с лисовчиками в Русском воеводстве , имел столкновения с ними под Тучином и Устье-Зелёным.
Находился в хороших отношениях с украинскими казаками и был лояльным к королю Сигизмунду III Вазе, в политической жизни края не принимал активного участия.
5 мая 1633 года скончался в Корце, был похоронен 7 ноября того же года в том же Корце.

## Семья и дети
Был женат на Анне Потоцкой (ок. 1593—1623), дочери кальвиниста Анджея Потоцкого (ок. 1553—1609), вдове воеводы русского Станислава Гольского (ум. 1612) и князя Константина Заславского (ум. 1615). Дети:
- Князь Самуил Кароль Корецкий (ок. 1621—1651), староста ропчицкий
- Княжна Евфрожина Корецкая (ум. 1647), жена с 1647 года старосты владимирского Даниэля Стемпковского